# Dogoso
Ne doit pas être confondu avec Dogon.

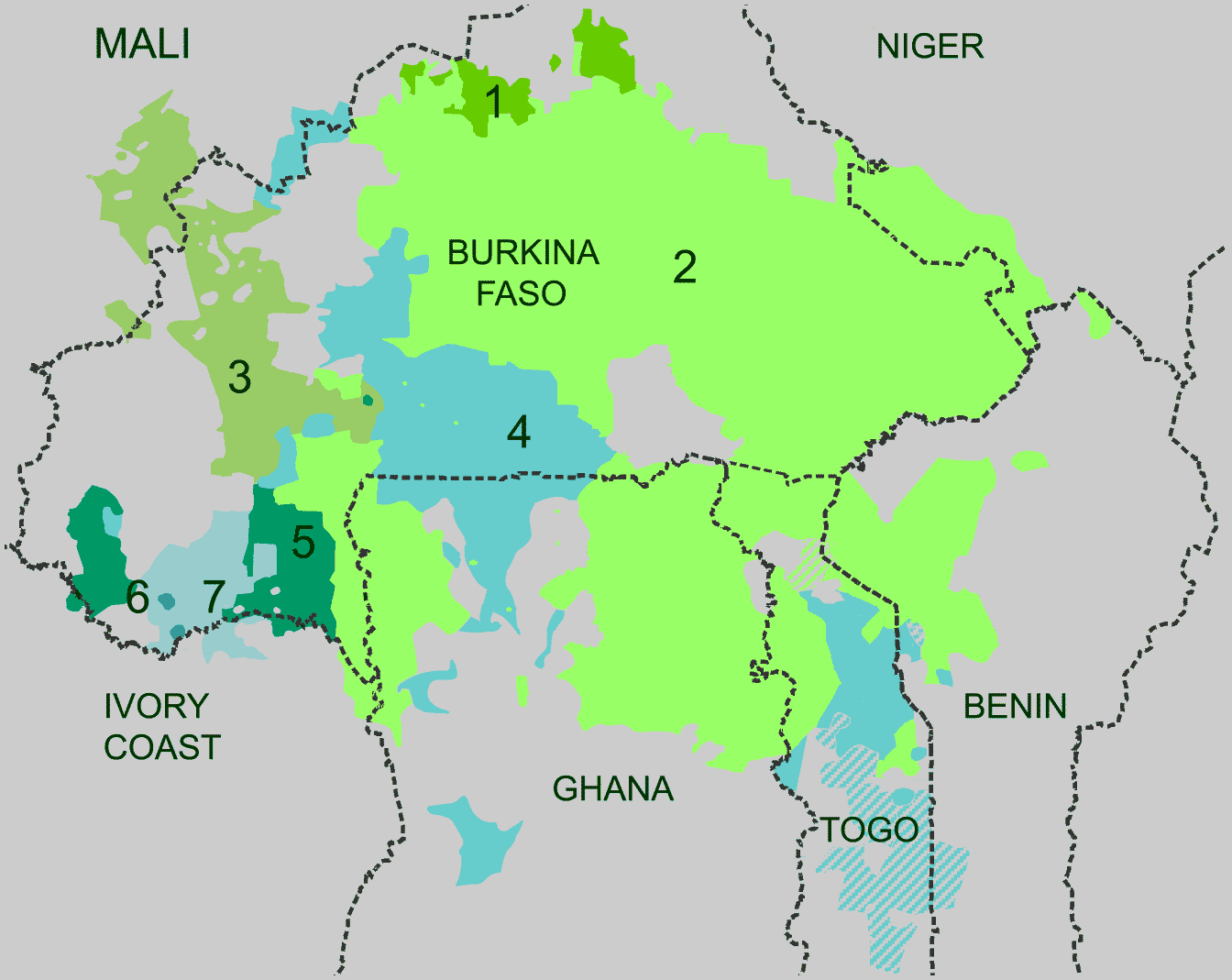
Langues Gur

Le dogoso est une langue gour parlée au Burkina Faso par 9 000 personnes en 1999.